# Casey Patterson
Casey Patterson (* 20. April 1980 in Newbury Park) ist ein US-amerikanischer Volleyball- und Beachvolleyballspieler.

## Karriere Hallenvolleyball
Patterson begann an der Newbury Park High School mit dem Volleyball. Später studierte er an der Brigham Young University und spielte in der Universitätsmannschaft. Nach seinem Studium ging er zunächst nach Puerto Rico. In der Saison 2005/06 gewann er mit Falkenberg die schwedische Meisterschaft. Anschließend kehrte er nach Puerto Rico zurück und erreichte in San Sebastián das Endspiel der nationalen Meisterschaft. 2009 wurde er mit Corozal nationaler Meister und erhielt dabei eine Auszeichnung als wertvollster Spieler (MVP).

## Karriere Beachvolleyball
Patterson spielte 2004 mit Dennis Roberts seine ersten Beach-Turniere auf der AVP-Tour. Nachdem er 2006 mit drei verschiedenen Partnern angetreten war, bildete er 2007 ein Duo mit Kyle Denitz und kam in der US-amerikanischen Turnierserie dreimal auf den 25. Platz. 2008 hatte er fünf verschiedene Mitspieler an seiner Seite und erreichte als bestes Ergebnis den neunten Rang. Auf der AVP-Tour 2009 etablierte sich Patterson mit Ty Loomis in den Top Ten und gewann das Turnier in Brooklyn. Außerdem stellen Patterson/Loomis in Hermosa Beach durch ein 40:38 den Rekord für den längsten Satz in einem AVP-Spiel auf. 2010 erreichte Patterson mit Kevin Wong zweimal den dritten Platz und beendete die AVP-Tour insgesamt auf dem fünften Rang. Im folgenden Jahr trat er mit Bradley Keenan erstmals auf der FIVB World Tour an. Bei den Brasília Open und dem Grand Slam in Peking wurde das Duo jeweils Neunter. 2012 spielte Patterson zwei AVP-Turniere mit Ryan Doherty. Von 2013 bis 2016 bildete er ein Duo mit Jacob Gibb. Nach dem neunten Platz zum Auftakt in Fuzhou gewannen Gibb/Patterson den Grand Slam in Shanghai. Anschließend standen sie in Corrientes und beim Continental Cup in Campinas jeweils im Finale und wurden Fünfte in Den Haag. Bei der WM in Stare Jabłonki erreichten Gibb/Patterson als Gruppendritter die Hauptrunde, wo sie gegen ihre Landsleute Dalhausser/Rosenthal ausschieden. Auch in den Folgejahren hatten Gibb/Patterson zahlreiche Top-Ten-Platzierungen auf der World Tour.
2017 spielte Patterson mit Theodore Brunner, 2018 mit Stafford Slick und 2019 mit Chase Budinger.